# الدائرة القضائية لثيوداد رودريجو
الدائرة القضائية لثيوداد رودريجو (بالإسبانية: Partido judicial de Ciudad Rodrigo)‏ هي دائرة قضائية تابعة لمقاطعة سلامنكا في منطقة الحكم الذاتي قشتالة وليون بإسبانيا. تقع في الجنوب الغربي للمقاطعة، وتُعد الدائرة القضائية الثانية في سلامنكا. ومقرها هو مدينة ثيوداد رودريجو.